# Осторожно, двери закрываются
«Осторожно, двери закрываются» (англ. Sliding Doors) — романтическая драма Питера Хауитта, сюжет которой основывается на понятии возможных миров. Исследуются ситуация из жизни одной женщины и два варианта развития событий: в одном она возвращается с работы раньше срока и застаёт возлюбленного в постели с другой женщиной, а в другом — опаздывает на метро и остаётся в неведении. Его неоднократно сравнивали с фильмом польского режиссера Кшиштофа Кесьлёвского «Случай», исход которого также зависит от того, сядет ли главный герой на поезд.

## Сюжет
Уволенная с работы Хелен спускается в метро, чтобы сесть на поезд и поехать домой. В этот момент рождаются две параллельные вселенные. В одном случае героиня успевает сесть на поезд, а в другом — нет.
В поезде она знакомится с Джеймсом, а вернувшись домой, застает своего бойфренда Джерри в постели с другой. Разочарованная, она разрывает с ним отношения. Решив полностью изменить свою жизнь, она открывает собственное дело. У неё завязывается роман с Джеймсом, и вскоре она узнает, что беременна. Секретарь на работе Джеймса рассказывает ей, что он женат. Джеймс пытается объяснить, что сейчас он в процессе развода, но во время разговора Хелен выходит на дорогу и попадает под машину.
Не успевшая на поезд Хелен пытается доехать домой на такси, но становится жертвой ограбления и вынуждена обратиться в больницу. В результате домой она приходит сразу после того, как его покинула любовница Джерри, Лидия. Чтобы оплачивать счета, Хелен устраивается официанткой. Вскоре она узнает, что беременна. Лидия тоже беременна и сталкивает Хелен и Джерри в своей квартире, чтобы сказать это им обоим. В расстроенных чувствах Хелен убегает и падает с лестницы.
В итоге в обеих вселенных Хелен оказывается в больнице и теряет ребёнка. Но только в одной из них (в которой девушка упала с лестницы) врачам удается спасти саму Хелен. После выписки выздоровевшая Хелен в больничном лифте знакомится с Джеймсом.

## В ролях
- Гвинет Пэлтроу — Хелен Квили
- Джон Линч — Джерри
- Джон Ханна — Джеймс Хаммертон
- Джинн Трипплхорн — Лидия
- Зара Тёрнер — Анна, подруга Хелен
- Дуглас Мак-Ферран — Рассел, друг Джеймса
- Нина Янг — Клодия
- Вирджиния Маккенна — миссис Хаммертон
- Кевин Макнелли — Пол

## Саундтрек
- Aqua — «Turn Back Time». На песню снят видеоклип (две версии) с фрагментами фильма.
- Dido — «Thank You».
- Elton John — «Bennie and The Jets», «Honky Cat».
- Jamiroquai — «Use the Force».
- Эйми Манн — «Amateur».
- The Brand New Heavies — «More Love».